# Tennis de taula als Jocs Olímpics d'estiu de 2004

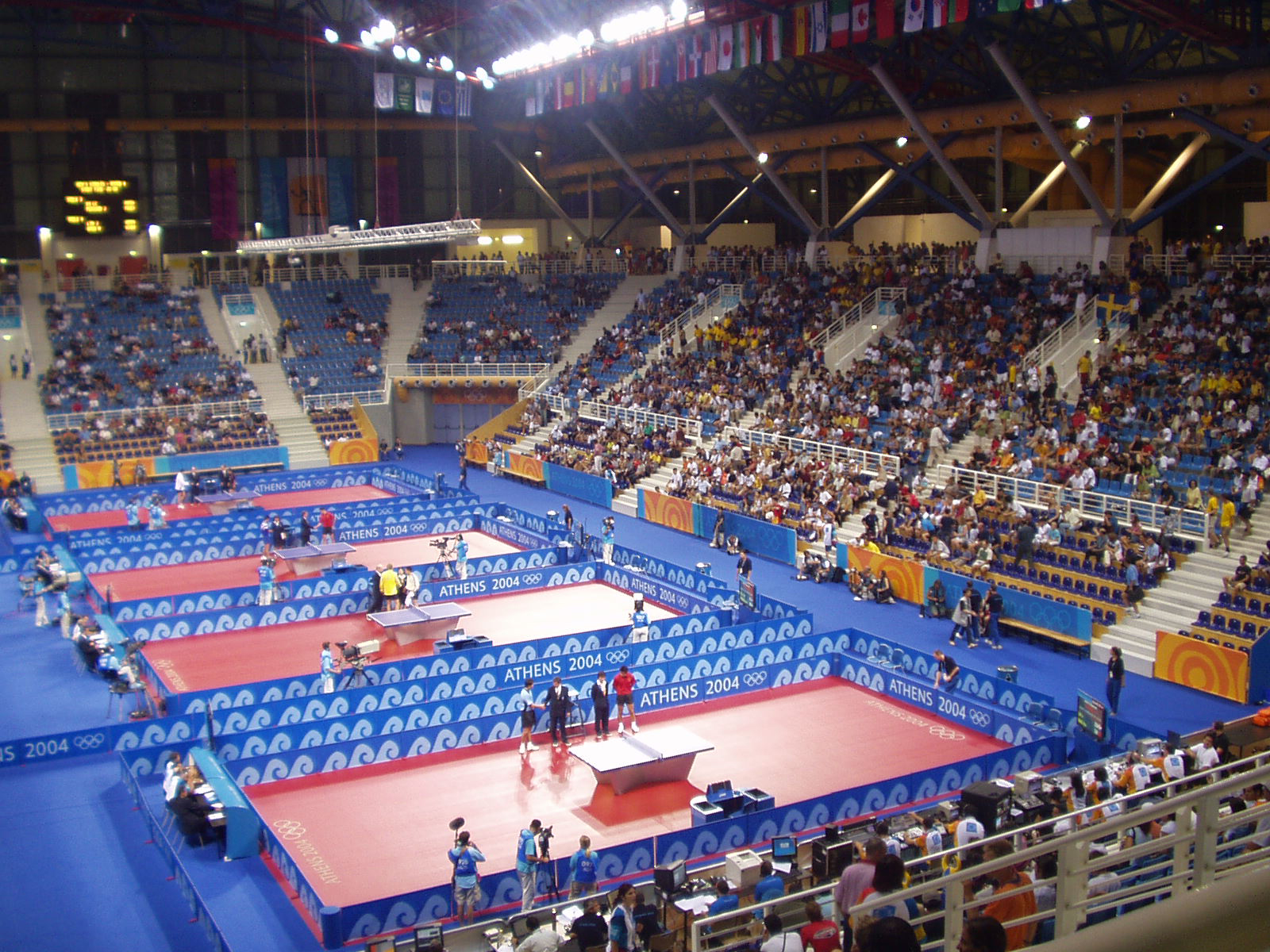
Imatge de la competició de tennis de taula.

Als Jocs Olímpics d'Estiu de 2004 celebrats a la ciutat d'Atenes (Grècia) es van disputar 4 proves de tennis de taula, dues en categoria masculina i dues més en categoria femenina, tant en individual com en dobles. La competició tingué lloc al Centre Olímpic de Galatsi entre els dies 14 i 23 d'agost de 2004.
Hi participaren un total de 172 tennistes, entre ells 86 homes i 86 dones, de 50comitès nacionals diferents.

## Resum de medalles

### Categoria masculina
| Prova                      | Or                              | Argent                          | Bronze                               |
| Individual masculí Detalls | Ryu Seung-Min                   | Wang Hao                        | Wang Liqin                           |
| Dobles masculins Detalls   | R.P. de la XinaChen Qi · Ma Lin | Hong KongKo Lai Chak · Li Ching | DinamarcaMichael Maze · Finn Tugwell |

### Categoria femenina
| Prova                     | Or                                     | Argent                                 | Bronze                                |
| Individual femení Detalls | Zhang Yining                           | Kim Hyang-Mi                           | Kim Kyung-Ah                          |
| Dobles femenins Detalls   | R.P. de la XinaWang Nan · Zhang Yining | Corea del SudLee Eun-Sil · Seok Eun-Mi | R.P. de la XinaGuo Yue · Niu Jianfeng |

## Medaller
| Posició | País            | Or | Argent | Bronze | Total |
| 1       | R.P. de la Xina | 3  | 1      | 2      | 6     |
| 2       | Corea del Sud   | 1  | 1      | 1      | 3     |
| 3       | Hong Kong       | 0  | 1      | 0      | 1     |
| 3       | Corea del Nord  | 0  | 1      | 0      | 1     |
| 5       | Dinamarca       | 0  | 0      | 1      | 1     |